# غاري كاسباروف
غاري كيموفيتش كاسباروف (بالروسية: Гарри Каспаров)‏ لاعب شطرنج سوفيتي روسي ولد في 13 أبريل 1963 بمدينة باكو بجمهورية أذربيجان الاشتراكية السوفيتية (الاتحاد السوفيتي سابقاً) تحت اسم غاريك كيموفيتش وينشتاين  ، ثم غيرته أمه بعد وفاة والده إلى لقبها العائلي كاسباروف ، وهو أستاذ كبير وبطل العالم الـثالث عشر في الشطرنج وكاتب وناشط سياسي، يعتبره بعض الخبراء أعظم لاعب في التاريخ. يعد من عباقرة العالم بنسبة ذكاء تبلغ 190 
تعلم الشطرنج منذ نعومة أظفاره وذلك بمشاهدة والديه يقومان بحل ألغاز الشطرنج  ، إلتحق بمدرسة ميخائيل بوتفنيك في سن العاشرة، وتتلمذ على يد فلاديمير ماكوغونوف وفي سنة 1976 فاز ببطولة الاتحاد السوفيتي للناشئين وعمره 13 سنة وكرر الإنجاز ذاته العام التالي، في 1978 حصل على لقب أستاذ شطرنج وذلك بعد فوزه ببطولة ذكرى سوكولسكي في مينسك، فاز ببطولة العالم للناشئين سنة 1980 بدورتموند وحصل على لقب أستاذ كبير وفي العام الموالي فاز ببطولة الاتحاد السوفيتي للشطرنج وكرر الإنجاز سنة 1988، فاز بأولمبياد الشطرنج ثمان مرات أربعة مع الاتحاد السوفيتي (1980، 1982، 1986، 1988) وأربعة مع روسيا (1992، 1994، 1996، 2002).
فاز ببطولة روسيا للشطرنج سنة 2004 وحصل على إحدى عشر أوسكار شطرنج، تصدر ترتيب الاتحاد الدولي للشطرنج من 1986 حتى تقاعده في 2005، صنف كاسباروف الأول في العالم لمدة 225 شهر من أصل 228 من مسيرته الاحترافية وكان أول لاعب يكسر حاجز 2800 في جانفي 1990 وأعلى تصنيف له هو 2851  والذي صمد 13.5 سنة حتى حطمه كارلسون.
كان كاسباروف أصغر لاعب في التاريخ يصبح بطل العالم في الشطرنج وذلك سنة 1985 حين فاز على بطل العالم آنذاك أناطولي كاربوف وعمره 22 سنة  ودافع عن لقبه حتى سنة 1993 أين حدث خلاف بينه وبين الاتحاد الدولي للشطرنج أدى إلى تأسيسه لمنظمة منافسة تسمى جمعية الشطرنج الاحترافية (PAC)، واستمر في حمل لقب بطولة العالم الكلاسيكية التي تنظمها جمعيته حتى خسر سنة 2000 أمام بطل العالم فلاديمير كرامنيك.
في 10 مارس 2005 أعلن اعتزاله للشطرنج كي يتفرغ للسياسة والكتابة، حيث أسس حركة سياسية أطلق عليها الجبهة المدنية الموحدة وانضم إلى تحالف معارض للرئيس الروسي فلاديمير بوتين يسمى «روسيا الأخرى»  ، في 2008 أعلن ترشحه لرئسيات روسيا لكنه اضطر للانسحاب لعدم استيفائه للعدد المطلوب من الأصوات للترشح، ويعتر كاسبروف رمزا من رموز معارضة الحكومة الروسية لكن الدعم الذي تلقاه كمرشح كان ضعيفا  وحاليا يشغل مجلس إدارة مؤسسة حقوق الإنسان ويرأس مجالسها الاستشارية الدولية.

## نشأته

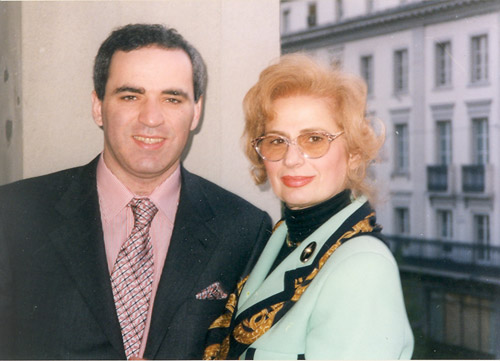
كاسباروف ووالدته كلارا

في يوم السبت 13 أبريل 1963 وقبل منتصف الليل بربع ساعة  ولد كاسباروف بمدينة باكو أذريبيجان السوفيتية (حاليا أذربيجان) لوالد يهودي الأصل يدعى كيم مويسفيتش واينشتاين وأم ذات أصول أرمينية اسمها كلارا شاجينوفا كاسباروفا  ، كان والده كيم سليل عائلة موسيقية وتعلم العزف على الكمان ودرس في المعهد الصناعي الاذربيجاني وأصبح مهندسا في الكهرباء والتقى بوالدة كاسباروف كلارا في مختبر المعهد بعد انضمامها إليه وحصولها على شهادة الهندسة في تخصص المعدات الآلية والتحكم عن بعد ثم تزوجا لاحقا ، في سنة 1971 توفي كيم بسبب ورم لمفاوي وانتقل كاسباروف للعيش في منزل جده ساجين مسيسوفيتش كاسباروف الذي تولى رعايته هو وجدته. وقد وصفت كاسباروف نفسه بأنه "مسيحي"، على الرغم من أن «غير مبال جدًا للدين».
اتسم كاسباروف بالإصرار منذ صغره وتعلم القراءة وهو في الرابعة من العمر وكانت له ذاكرة استثنائية وكان شغوفا بالمطالعة ويحب التاريخ ومطالعة كل ما تعلق بالإمبراطوريات الرومانية والبريطانية والفرنسية وكان مولعا بالشخصيات التاريخية مثل نابوليون ويعشق الجغرافيا ويقرأ عن رحلات المستكشفين مثل ماجلان وكلومبوس وحفظ معظم البلدان وعواصمها وعدد سكانها  ، ووجد الرياضيات والجبر في المدرسة أمرا سهلا وكان يتمتع بحل المسائل الصعبة ولهذا نصح معلمه والدته أن تجعله يتخصص في علم الرياضيات لكنها رفضت وكانت رغبتها أن يدرس الأدب والشعر.

## منشوراته ومؤلفاته
- في عام 1984 فاز في تصفيات بطولة العالم على لاعبين كبار مثل بطل العالم السابق سيمسلوف ليصبح المتحدي الرسمي لبطل العالم في وقتها أناطولي كاربوف
- في عام 1984 التقى أناطولي كاربوف على اللقب العالمي وأستمرت المباراة 48 دور وقرر رئيس الاتحاد الدولي إيقافها بسبب سوء حالة كاربوف الصحية على أن يلعب في بطولة العالم الجديدة في العام التالي.
- في عام 1985 فاز كاسباروف على أناتولي كاربوف ليتوج بطلا للعالم.
- في عام 1986 التقى الخصمان ثانية ويفوز كاسباروف ليحتفظ بلقبه.
- في عام 1987 قامت مباراة أخرى بين كاسباروف وأناتولي كاربوف ويتعادل الخصمان ليحتفظ كاسباروف بلقبه حسب قانون الاتحاد الدولي.
- في عام 1990 التقى كاسباروف وأناتولي كاربوف للمرة الخامسة والأخيرة على اللقب العالمي وفاز كاسباروف أيضا واحتفظ باللقب العالمي.
- في عام 1993 تأهل البريطاني نايجل شورت لملاقاة كاسباروف ولكن يختلف الاثنان مع الاتحاد الدولي فتلعب المباراة خارج الاتحاد الدولي ويفوز كاسباروف على نايجل شورت ليحتفظ بلقبه.
- في عام 1995 إلتقى النجم الهندي الصاعد فسواناثان اناند على اللقب العالمي وكان مكان اللقاء ما كان يعرف بمركز التجارة العالمي واستطاع كاسباروف أن يفوز على أناند ليحتفظ كاسباروف بلقبه بعد جهد مشرف من أناند.
- في عام 1996 إلتقى كاسباروف الحاسوب الخارق ديب بلو فيفوز كاسباروف عليه رغم أن هذا الحاسوب كان يحسب 180 مليون نقلة في الثانية الواحدة!
- في عام 1997 إلتقى كاسباروف مع نسخة متطورة من الحاسوب ديب بلو 2، وهو النسخة المطورة التي أنتجتها شركة (IBM)، وفي هذه المرة هزم الحاسوب كاسباروف مسجلا تفوق الآلة على الإنسان في هذه المباراة.
- في عام 2000 إلتقى كاسباروف النجم الروسي فلاديمير كرامنيك على اللقب العالمي في لندن وتحدث الصاعقة ويفوز كرامنيك بثمان نقاط ونصف مقابل ستة ونصف لكاسباروف وخلال خمسة عشر دورا لم يستطع كاسباروف الفوز بدور واحد وهو شيء لم يحدث منذ سنة 1921 عندما لم يستطع لاسكر فعل نفس الشيء مع كابابلانكا.
- في عام 2003 يلتقى كاسباروف مع الحاسوب الألماني فريتز وتنتهي بالتعادل.
- في عام 2003 أيضا يلتقي مع الحاسوب ديب جونيور وتنتهي المباراة أيضا بالتعادل
- في عام 2005 بعد فوزه ببطولة ليناريس المرموقة التي تعتبر كويمبيلدون في دنيا الشطرنج يقرر كاسباروف الاعتزال نهائيا ليتفرغ للسياسة مما أدى البعض أن يرجح أن يصبح كاسباروف المنافس للرئيس بوتين في الانتخابات الرئاسية القادمة.
- تم اعتقاله في 17 أغسطس خارج مبنى المحكمة التي كانت تنظر في قضية بوسي ريوت.[28]